# Quai de la Corse-Pasquale-Paoli
Le quai de la Corse - Pasquale Paoli est un quai situé le long du grand bras de la Seine sur la rive nord de l'île de la Cité dans le 4e arrondissement de Paris.

## Situation et accès
Situé dans l'île de la Cité, il commence au point de jonction de la rue d'Arcole et du pont d'Arcole et se termine au point de jonction du boulevard du Palais et du pont au Change.
Ce site est desservi par la station de métro Cité.

## Origine du nom
Ce quai porte le nom du département français : la Corse. Le 17 novembre 2023, une délibération ajoute la mention Pasquale Paoli au quai en hommage Pascal Paoli, homme politique, philosophe et général corse.

## Historique
Le quai de la Corse est créé et prend sa dénomination actuelle le 2 mars 1929 par la fusion :
- de la partie occidentale du quai aux Fleurs, entre la rue d'Arcole et la rue de la Cité et
- du quai de la Cité, entre la rue de la Cité et le boulevard du Palais.

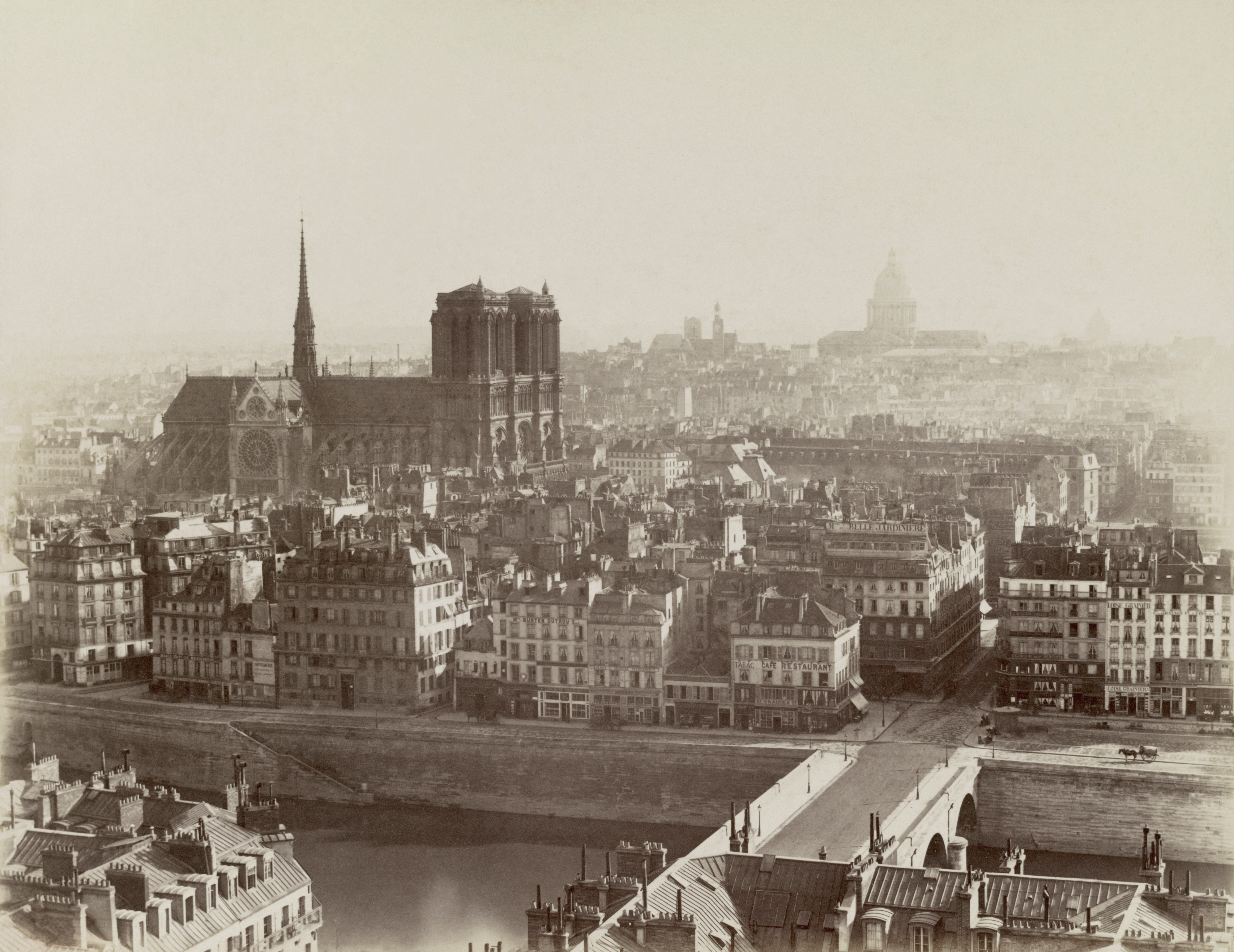
Sur cette photographie, prise vers 1865 depuis la tour Saint-Jacques, une grande partie du futur quai de la Corse est visible, au-delà du grand-bras de la Seine, de part et d'autre du pont Notre-Dame. Il est encore bordé de maisons anciennes sur cette section. Du fait des grands travaux haussmanniens, particulièrement importants sur l'île de la Cité, ces demeures vont bientôt disparaître et être remplacées, à gauche du pont, par le nouvel Hôtel-Dieu, et à droite par le marché aux fleurs.

Le site du quai est construit entre 1786 et 1788. Il était initialement projeté dès 1763, quand Turgot fit à cette fin don de 100 000 livres à la municipalité parisienne, réalisant ainsi un projet de son père Michel-Étienne Turgot, ancien prévôt des marchands. Mais les expropriations de riverains se révélant exorbitantes, le legs est refusé et l'idée abandonnée. Le projet est finalement relancé une vingtaine d'années plus tard.
Il est d'abord appelé « quai de Breteuil », renommé « quai Desaix » en 1800 puis « quai de la Cité » entre 1873 et 1929. Il est prolongé jusqu'au pont d'Arcole grâce à des travaux menés entre 1804 et 1808, cette seconde section portant successivement les noms de « quai Napoléon » à partir de 1808, de « quai de la Cité » à partir de 1816, de « quai Napoléon » une seconde fois à partir de 1834 puis de « quai aux Fleurs » de 1873 à 1929. Ce second segment sera finalement divisé pour permettre la création du quai de la Corse en 1929, la partie orientale du quai aux Fleurs originel existant pour sa part toujours.

## Bâtiments et sites remarquables
Les édifices bordant le côté sud de la chaussée du quai sont, d'est en ouest : 
- Nos 1 à 17 (impairs) : l'Hôtel-Dieu, érigé de 1866 à 1876.
Sur une partie de ce site, à l'angle avec la rue de la Cité (à l'époque rue de la Lanterne) est installé en 1824 le magasin À la Belle Jardinière. Il s'agrandit, au point de posséder 25 des maisons voisines en 1856. Il est exproprié en 1866 afin de permettre de construire l'hôtel-Dieu et déménage de l'autre côté de la Seine[1],[3].
- la plus grande partie du marché aux fleurs et aux oiseaux de Paris (qui porte depuis le 7 juin 2014 le nom de « marché aux fleurs Reine-Elizabeth-II », situé place Louis-Lépine, traversé par l'allée Célestin-Hennion)[1] ;
- de l'autre côté de la chaussée, sur le trottoir nord, sont implantées certaines des boutiques de fleurs du marché, dans des locaux démontables accolés au parapet de pierre surplombant la Seine. Dans le cadre de la rénovation du marché, dont les travaux doivent avoir lieu entre 2023 et 2025, ces baraques seront supprimées pour dégager la vue sur la Seine et offrir plus d'espace aux piétons[4] ;
- de part et d'autre de la chaussée, à hauteur du marché, se trouvent deux bornes-fontaines[4] ;
- Nos 27 à 29 (impairs) : le tribunal de commerce de Paris (inauguré en 1865) et l'ancienne rue Aubé[1] ;

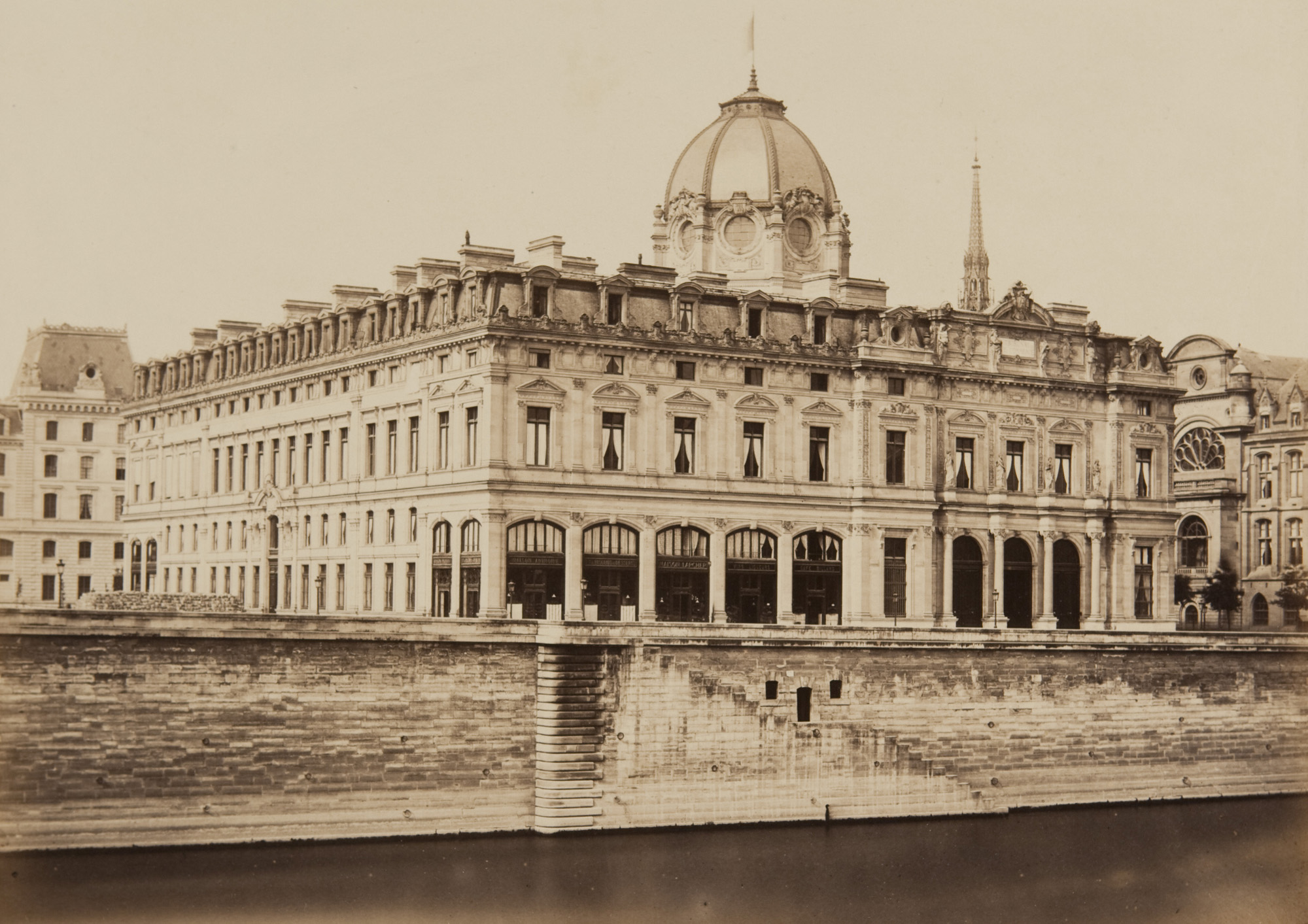
Le tribunal de commerce, photographié par Édouard Baldus peu après sa construction.
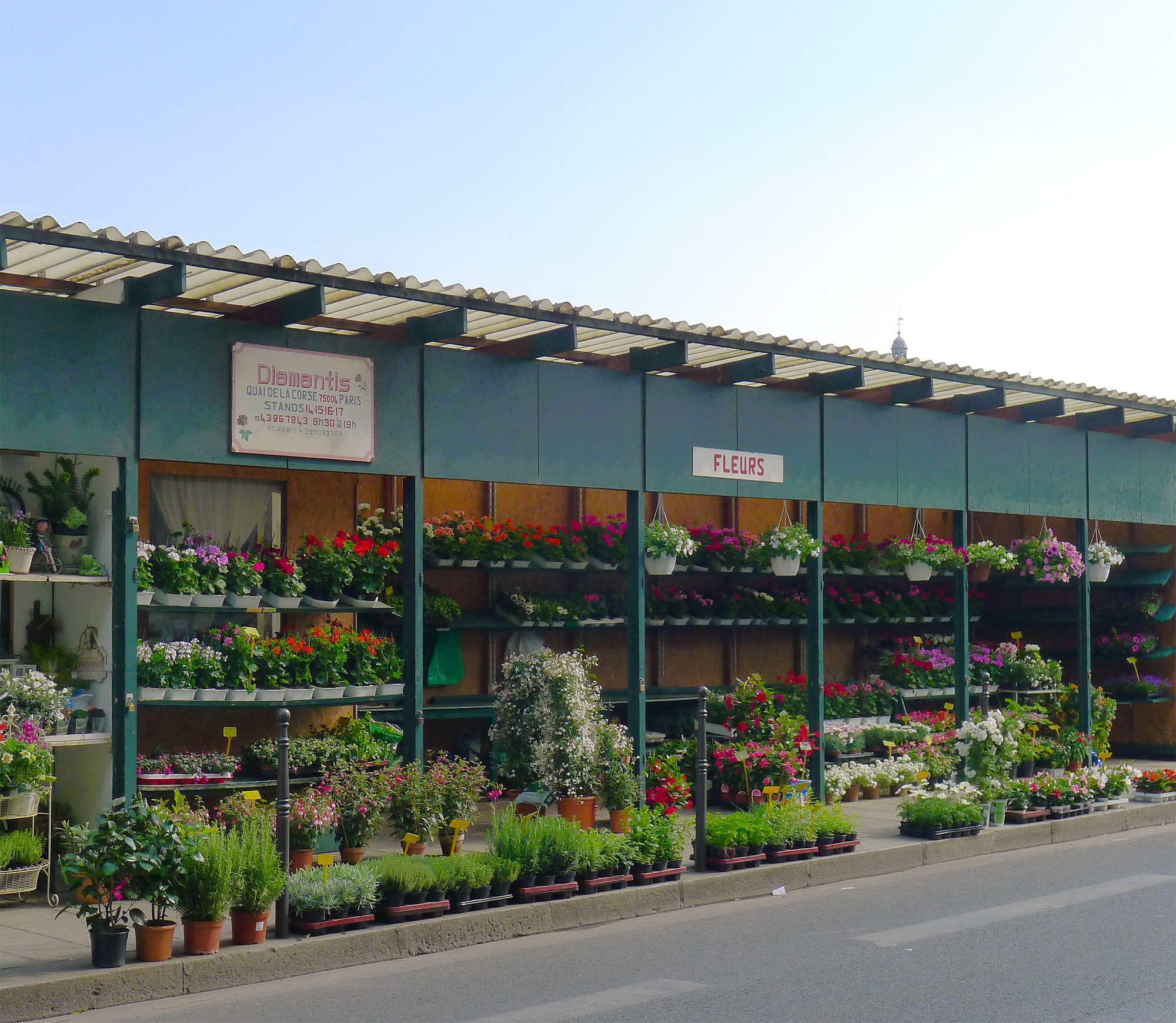
Une boutique de fleurs implantée sur le trottoir nord du quai de la Corse.
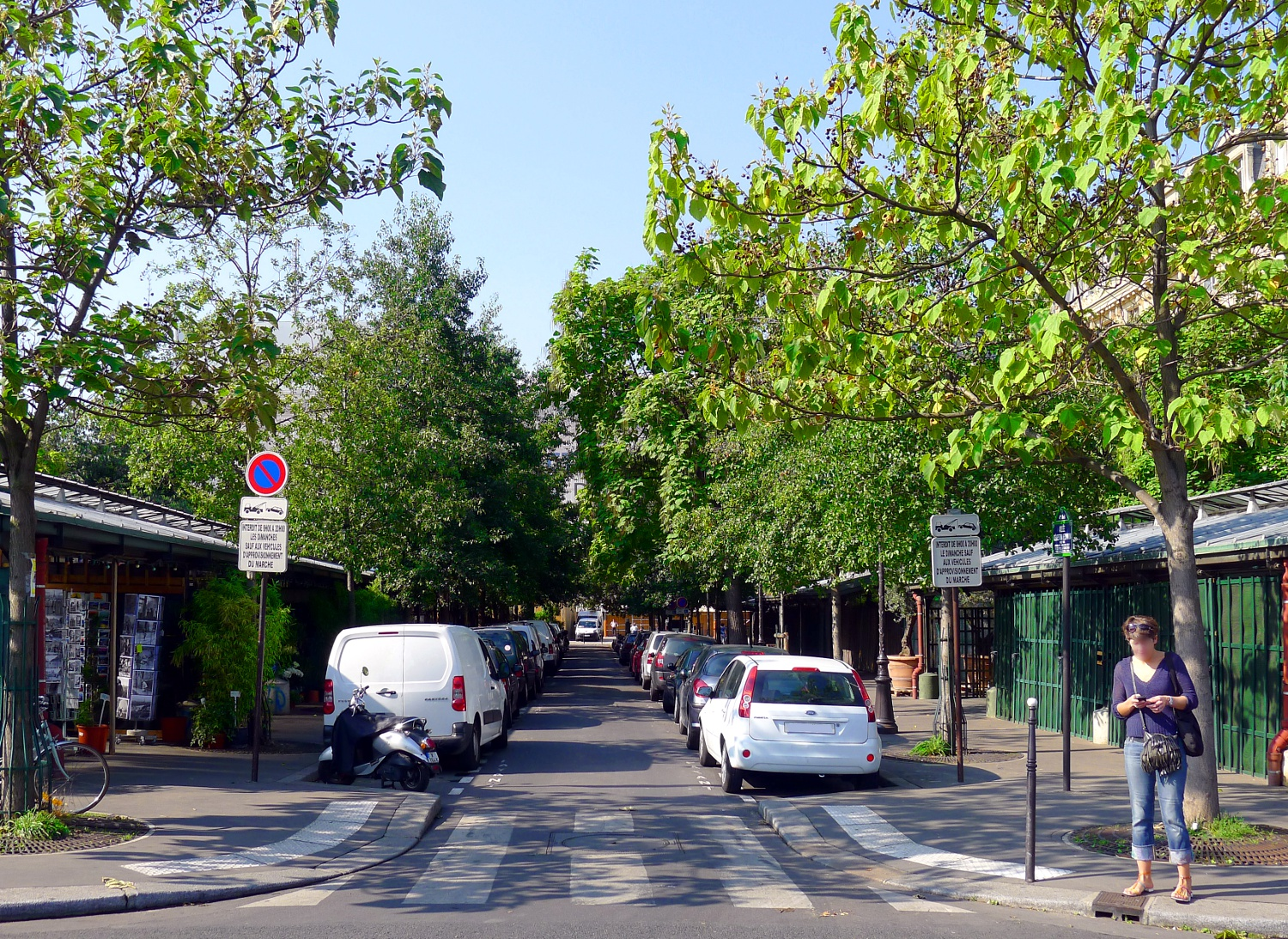
La plus grande partie du marché aux fleurs Reine-Elizabeth-II est implantée sur le côté sud du quai.
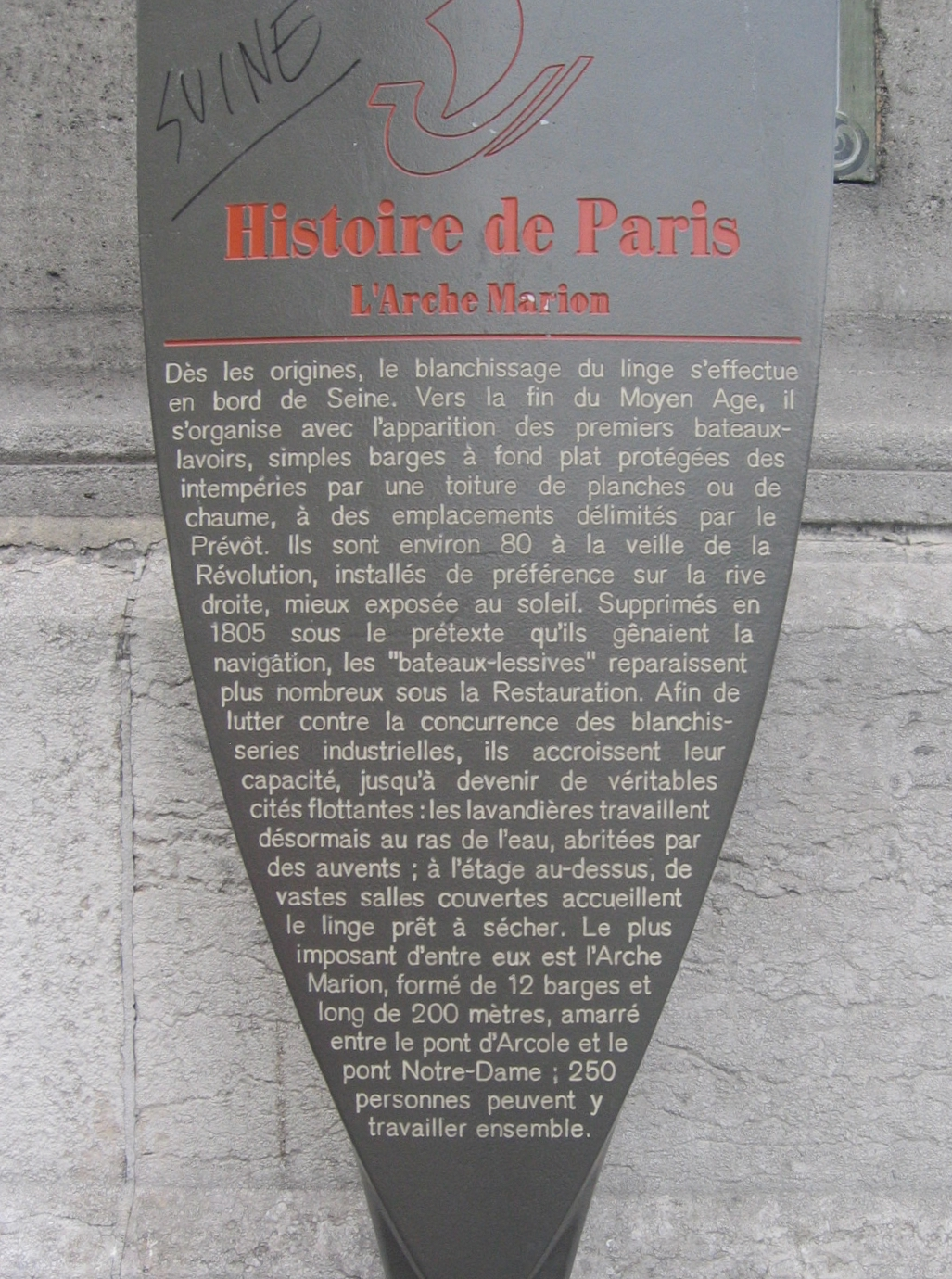
Panneau de l'Arche Marion.